# Amphimedon chloros
Amphimedon chloros är en svampdjursart som beskrevs av Ilan, Gugel och van Soest 2004. Amphimedon chloros ingår i släktet Amphimedon och familjen Niphatidae.
Artens utbredningsområde är Israel. Inga underarter finns listade i Catalogue of Life.